# Zhang Yong (snooker)
Zhang Yong, né en Chine le 21 juillet 1995, est un joueur de snooker professionnel chinois de 2015 à 2019.

## Carrière
Zhang Yong passe professionnel en 2015, à 20 ans, à la suite d'une demi-finale sur le championnat d'Asie pour amateurs. Son jeune âge le rend très prometteur et il devient rapidement un grand espoir du snooker en Chine.
En 2014 et 2015, Zhang est invité à deux reprises à disputer des tournois classés chez lui en Chine, à l'occasion de l'Open de Chine et du Masters de Shanghai, s'inclinant à chaque fois au tour d'invitation. Également en 2015, le joueur chinois réalise son premier quart de finale lors de l'Open de Xuzhou, tournoi classé mineur du championnat du circuit des joueurs.
Il atteint son meilleur classement après la saison 2017-2018 (70e mondial) ; saison au cours de laquelle il réalise ses premiers quarts de finale sur des tournois de classement, lors du Snooker Shoot-Out et de l'Open de Gibraltar. La saison suivante, il termine en dehors du top 64 du classement mondial, et doit passer par la Q School s'il veut essayer de renouveler sa carte pour être professionnel. Après un échec sur le tournoi, il est relégué du circuit principal.